# دانبروشن (استان لوبوسکی)
دانبروشن (به لهستانی:  Dąbroszyn) یک روستا در لهستان است که در گمینا ویتنگتسا واقع شده‌است. دانبروشن ۸۲۰ نفر جمعیت دارد.